# گرینویو، کالیفرنیا
گرینویو (به انگلیسی: Greenview) یک منطقهٔ مسکونی در ایالات متحده آمریکا است که در شهرستان سیسکیو، کالیفرنیا واقع شده‌است. گرینویو ۳٫۵۷۳ کیلومتر مربع مساحت و ۲۰۱ نفر جمعیت دارد و ۸۵۷ متر بالاتر از سطح دریا واقع شده‌است.